# Don Camillo (romanzo)
(Giovannino Guareschi, Mondo piccolo "Don Camillo e il suo gregge", opera citata, pag. XIV)
Don Camillo. Mondo piccolo (titolo originale del marzo 1948: Mondo Piccolo. Don Camillo) è la prima e più nota raccolta di racconti del giornalista e scrittore italiano Giovannino Guareschi, al centro della quale si stagliano le figure dell'orgoglioso prete di campagna don Camillo e dall'arcigno sindaco comunista Peppone, ambientate nella Bassa emiliana: due personaggi emblematici dell'Italia politica appena uscita dai drammi della Seconda guerra mondiale e già calata nello scenario mondiale dominato dalla «Guerra fredda». Guareschi dà vita a una storia di valore universale, che racconta vicende private e sociali in una terra dominata da aspre contrapposizioni politiche.

Le vicende di don Camillo e Peppone esordirono il 28 dicembre 1946 sulla rivista Candido (della quale Guareschi era co-direttore), mentre la prima pubblicazione in volume risale al marzo 1948 per i tipi dell'editore Rizzoli, poco prima delle cruciali elezioni nazionali del 18 aprile 1948, che sancirono la vittoria schiacciante della Democrazia Cristiana sul Fronte socialcomunista.
I racconti di Don Camillo segnano l'inizio del ciclo di Mondo Piccolo, ambientato a Ponteratto, un paesino di campagna in quella Bassa pianura emiliana che costeggia gli argini e le golene del fiume Po. In questo microcosmo Guareschi incentra le vicende dei due protagonisti: don Camillo, il parroco, e il sindaco comunista (nonché meccanico del paese), Peppone, nell'Italia impegnata nella difficile ricostruzione dei primi anni del dopoguerra. Le vicende si svolgono, secondo le parole dell'autore stesso, dal dicembre 1946 al dicembre 1947.
Di grande successo, l'opera verrà riedita decine di volte e ne verrà tratta, nel 1952, anche una prima trasposizione cinematografica, dal titolo Don Camillo, con protagonisti Fernandel (don Camillo) e Gino Cervi (Peppone), e ambientata a Brescello (RE). Mentre nei libri, dalla seconda edizione in poi il nome del paese non viene rivelato, nei film, giocoforza, si è dovuto scegliere un nome reale.

Don Camillo e Peppone interpretati da Fernandel e Gino Cervi

## Trama
In un paese della bassa parmense vicino al fiume Po, il parroco don Camillo e il sindaco comunista Peppone, avversari nella politica e negli ideali, si "contendono" i cuori e le anime dei loro paesani. Tra episodi comici e dichiarazioni di saggezza popolare, le loro contese si risolvono nella reciproca comprensione.

## Racconti
| nº | Titolo                 | Prima pubblicazione                 | Utilizzato nel film                           |
| -- | ---------------------- | ----------------------------------- | --------------------------------------------- |
| 1  | Don Camillo            | Candido n. 52 del 28/12/1946        | Don Camillo                                   |
| 2  | Don Camillo discute    | Candido n. 3 del 18/1/1947          | Don Camillo                                   |
| 3  | Il proclama di Peppone | Candido n. 6 dell'8/2/1947          | Don Camillo                                   |
| 4  | Inseguimento su strada | Candido n. 8 del 22/2/1947          | Don Camillo                                   |
| 5  | Scuola serale          | Candido n. 9 del 1/3/1947           | Don Camillo                                   |
| 6  | Il guardiacaccia       | Candido n. 10 dell'8/3/1947         | Il ritorno di don Camillo                     |
| 7  | Incendio doloso        | Candido n. 11 del 15/3/1947         | Don Camillo                                   |
| 8  | Il tesoro              | Candido n. 12 del 22/3/1947         | Don Camillo                                   |
| 9  | Rivalità               | Candido n. 14 del 5/4/1947          | Il ritorno di don Camillo                     |
| 10 | Spedizione punitiva    | Candido n. 15 del 12/4/1947         | Il ritorno di don Camillo                     |
| 11 | Articolo 7             | Candido n. 16 del 19/4/1947         |                                               |
| 12 | L'uovo e la gallina    | Candido n. 17 del 26/4/1947         |                                               |
| 13 | Delitto e castigo      | Candido n. 18 del 3/5/1947          |                                               |
| 14 | Ritorno all'ovile      | Candido n. 19 del 10/5/1947         | Il ritorno di don Camillo                     |
| 15 | La disfatta            | Candido n. 20 del 17/5/1947         | Il ritorno di don Camillo                     |
| 16 | Il vendicatore         | Candido n. 21 del 24/5/1947         | Don Camillo                                   |
| 16 | Notturno con campane   | Candido n. 22 del 31/5/1947         |                                               |
| 18 | Uomini 2 - Mucche 100  | Candido n. 23 del 7/6/1947          | Don Camillo                                   |
| 19 | Passa il "giro" (1)    | Candido n. 24 del 14/6/1947         | Don Camillo                                   |
| 20 | Il comizio             | Candido n. 26 del 28 giugno 1947    |                                               |
| 21 | Cinque più cinque      | Candido n. 28 del 13 luglio 1947    | Il ritorno di don Camillo                     |
| 22 | In riva al fiume       | Candido n. 31 del 3 agosto 1947     | Don Camillo monsignore... ma non troppo       |
| 23 | La maestra vecchia     | Candido n. 32 del 10 agosto 1947    | Don Camillo                                   |
| 24 | I bruti                | Candido n. 33 del 17 agosto 1947    | Don Camillo                                   |
| 25 | La campana             | Candido n. 34 del 24 agosto 1947    |                                               |
| 26 | Vecchio testardo       | Candido n. 35 del 31 agosto 1947    |                                               |
| 27 | Il cane                | Candido n. 35 del 31 agosto 1947    |                                               |
| 28 | Quelli di città        | Candido n. 36 del 7 settembre 1947  | Don Camillo                                   |
| 29 | Sciopero generale      | Candido n. 37 del 14 settembre 1947 | Don Camillo e l'onorevole Peppone             |
| 31 | Filosofia campestre    | Candido n. 35 del 21 settembre 1947 |                                               |
| 32 | Il pittore             | Candido n. 36 del 28 settembre 1947 | Don Camillo monsignore... ma non troppo       |
| 33 | La festa               | Candido n. 41 del 12 ottobre 1947   | Don Camillo Don Camillo e l'onorevole Peppone |
| 34 | Giulietta e Romeo (1)  | Candido n. 42 del 19 ottobre 1947   | Don Camillo                                   |
| 35 | Giulietta e Romeo (2)  | Candido n. 43 del 26 ottobre 1947   | Don Camillo                                   |
| 36 | Paura                  | Candido n. 47 del 23 novembre 1947  |                                               |
| 37 | La paura continua      | Candido n. 49 del 7 dicembre 1947   |                                               |
| 38 | Giallo e rosa          | Candido n. 51 del 21 dicembre 1947  |                                               |

In questa pagina sono elencati in ordine cronologico i racconti di Mondo Piccolo compresi con eventuali adattamenti e a volte nuovi titoli nel volume Don Camillo.

### Don Camillo
- Titolo in volume: Peccato confessato.
- Fonte: Fantasia.
- Personaggi: don Camillo, Peppone, la voce del Cristo.

Don Camillo riceve nottetempo una solenne bastonatura mentre sta tornando a casa con un cesto di uova. Il sospetto si rivela certezza quando Peppone gli rivela nel segreto del confessionale di avere voluto punire l'uomo che fa politica, e non il ministro di Dio. Mentre recita la sua penitenza inginocchiato il sindaco riceve dal prete una pedata fulminante.
- Utilizzato nel film Don Camillo

### Don Camillo discute
- Titolo in volume: Il battesimo.
- Fonte: Fantasia.
- Personaggi: don Camillo, Peppone, la voce del Cristo.

Peppone ha avuto un altro figlio. Quando si presenta in chiesa per farlo battezzare vuole chiamarlo Lenin. Dopo una scazzottata con don Camillo viene presa la decisione: si chiamerà Libero Camillo Lenin.
- Utilizzato con adattamenti nel film Don Camillo.

### Inseguimento su strada
- Titolo in volume: Inseguimento
- Fonte: Invenzione dal vero
- Personaggi: Peppone, don Camillo, i fedeli, la moglie di Peppone, la voce del Cristo.

Peppone ha saputo che un fascista è uscito di prigione grazie all'amnistia concessa da Togliatti, e lo cerca armato per vendicarsi, inseguito da don Camillo che lo vuole fermare.
- Utilizzato con adattamenti nel film Don Camillo.
- L'autore si è ispirato all'amnistia generale per i reati politici del 1946.
- Nell'originale uscito sul Candido, poi corretto in volume, il cognome di Peppone è Bottacci.

### Scuola serale
- Fonte: Fantasia
- Personaggi: don Camillo, Peppone, lo Spiccio, lo Smilzo, il Brusco, il Bigio, la signora Cristina.

Peppone e i suoi si trovano alle prese con la burocrazia comunale, difficile per uomini che non hanno potuto studiare. Chiedono alla vecchia maestra del paese di dar loro ripetizioni, ma la signora Cristina non vuole Peppone in casa sua.
- Utilizzato con adattamenti nel film Don Camillo.

### Il guardiacaccia
- Titolo in volume: In riserva
- Fonte: Fantasia
- Personaggi: don Camillo, il sagrestano, Peppone, Bilò il calzolaio, Roldo dei Prati, il guardiacaccia, la voce del Cristo.

Don Camillo va a caccia di frodo, ed incontra Peppone nella stessa attività. Scorto un guardiacaccia lo fanno cadere in un fosso per non farsi scoprire, ma poi don Camillo si pente e si punisce.
- Utilizzato con adattamenti nel film Il ritorno di don Camillo.

### Incendio doloso
- Fonte: Invenzione dal vero
- Personaggi: don Camillo, Peppone, lo stato maggiore comunista, la gente del paese, la voce del Cristo.

Una vecchia cascina abbandonata sta bruciando. L'intero paese si chiede come sia possibile, dal momento che è solo un mucchio di vecchi sassi. Don Camillo e Peppone si sfidano e si avvicinano per indagare ma la voce del Cristo li ferma prima che salti il deposito di armi di Peppone nascosto nella cantina.
- Utilizzato con adattamenti nel film Don Camillo.
- L'autore si è ispirato alla vicenda di un iscritto al PCI che aveva nascosto un vero e proprio arsenale nella cantina della sua casa, saltata in aria a causa di un incendio.

### Il tesoro
- Fonte: Invenzione dal vero.
- Personaggi: Lo smilzo, don Camillo, la voce del Cristo, due chierichetti, Peppone, il giovanotto ferito, il Brusco, il figlio più piccolo di Peppone.

Peppone inizia i lavori per la casa del popolo. Don Camillo, che non ha il denaro necessario per la sua città giardino, si chiede dove abbia trovato i fondi necessari. Quando lo scopre obbliga Peppone a dargliene una parte.
- Utilizzato con adattamenti nel film Don Camillo.
- L'autore si è ispirato alle vicende dell'oro di Dongo.
- Nell'originale uscito sul Candido, poi corretto in volume, il cognome di Peppone è Bergoni.

### Rivalità
- Fonte: Invenzione dal vero.
- Personaggi: Peppone, la folla al comizio, don Camillo, la voce del Cristo, lo Smilzo.

Don Camillo fa il contraddittorio a un comizio comunista suonando le campane. Peppone si vendica facendo piazzare un parco divertimenti sotto la canonica.
- Utilizzato con adattamenti nei film nel film Don Camillo e Il compagno don Camillo.
- L'autore si è ispirato a gesti similari fatti da militanti dell'azione cattolica.

### Spedizione punitiva
- Fonte: Invenzione dal vero.
- Personaggi: I braccianti, Peppone e il suo stato maggiore, Verola e il gruppo degli agrari.

In paese ci sono proteste per la disoccupazione. Peppone chiede ai proprietari terrieri un contributo per finanziare alcune opere pubbliche. Il rifiuto del Verola scatena quello degli altri interessati, e qualcuno si vendica tagliando le viti del suo podere.
- Utilizzato con adattamenti nel film Il ritorno di don Camillo
- L'autore si è ispirato ad un fatto di cronaca e una notizia, entrambe del 1947.
1) un colono viene sfrattato per divergenze con il padrone e il nuovo viene accusato di essere un contadino fascista. Di notte ignoti entrano nel fondo, abbattono sei alberi e tagliano 190 ceppi di vite;
2) una vertenza dei braccianti agricoli per l'istituzione dell'imponibile di mano d'opera, che ha poi obbligato i proprietari ad assumere tante persone in proporzione alla vastità delle loro tenute.

### Articolo 7
- Fonte: Invenzione dal vero.
- Personaggi: don Camillo, Peppone, il Brusco, la voce del Cristo, due chierichetti.

Peppone e i suoi, convinti che i Patti Lateranensi non saranno recepiti nella Costituzione, vanno a sfottere don Camillo ipotizzando un riutilizzo ludico della canonica. La successiva approvazione dell'articolo 7 costringe invece Peppone a giustificare il voto favorevole del PCI in Parlamento.
- L'autore si è ispirato alla tormentata discussione alla Costituente sui Patti Lateranensi.

### L'uovo e la gallina
- Fonte: Invenzione dal vero.
- Personaggi: Fulmine, Peppone, don Camillo, il Brusco e gli altri dello stato maggiore, una gallina nera, il figlio del campanaro.

Don Camillo provoca Peppone mandandogli Fulmine, uno dei suoi, per l'assoluzione. Peppone reagisce con una polemica su certe uova miracolose del parroco.
- L'autore si è ispirato a una notizia proveniente da Ancona, dove una gallina benedetta da un prete avrebbe scodellato un uovo infrangibile, con un ostensorio a rilievo sul guscio.

### Delitto e castigo
- Fonte: Invenzione dal vero.
- Personaggi: don Camillo, la voce del Cristo, Gigotto, il Pellerossa e i suoi amici, il Vescovo, il Brusco, il fattore di Stradalunga, Peppone.

Gigotto, uno della banda di Peppone, imbratta il muro della canonica con l'anilina. Don Camillo gli rovescia il barattolo in testa, ne nasce una rissa e il Vescovo decide di punire don Camillo mandandolo in "esilio". I cittadini e la banda dei comunisti vanno a salutarlo nelle stazioni successive a quella del paese.
- Utilizzato nel film Don Camillo
- L'autore si è ispirato alle notizie delle non sempre amichevoli accoglienze che i nuovi parroci trovavano da parte dei comunisti nei vari paesi della Bassa, e non solo.

### Ritorno all'ovile
- Fonte: Fantasia
- Personaggi: don Pietro, i fedeli, Peppone, il Brusco, il Vescovo, Gigotto, don Camillo, la voce del Cristo.

Il nuovo parroco, chiamato da Peppone "un acconto di prete", sovverte l'arredamento interno della chiesa in modo non gradito. Con una scusa il sindaco fa firmare una petizione a tutto il paese, che porta poi al Vescovo con la richiesta di perdonare don Camillo e farlo tornare.
- Utilizzato con adattamenti nel film Il ritorno di don Camillo.

### La disfatta
- Fonte: Fantasia
- Personaggi: don Camillo, Peppone, le squadre Dynamos e Gagliarda, la gente del paese, il Brusco, lo Smilzo, l'arbitro Binella, il maresciallo dei Carabinieri.

Don Camillo è pronto a inaugurare la sua città giardino, e propone a Peppone un incontro di calcio tra la Gagliarda clericale e la Dynamos comunista. Vince la seconda, ma l'arbitro si è fatto corrompere da ambo le parti.
- Utilizzato nel film Don Camillo

### Il vendicatore
- Fonte: Fantasia
- Personaggi: Lo Smilzo, don Camillo, la voce del Cristo, Peppone, i pugili Bagotti e Gorlini, il campanaro.

Peppone può inaugurare finalmente la casa del popolo e organizza un incontro di boxe tra il campione federale e quello della sezione. Quest'ultimo le prende alla grande, ed anche Peppone, salito sul ring per vendicarlo, viene messo al tappeto. Uno sconosciuto, che si rivela poi essere don Camillo, stende infine il campione federale.
- Utilizzato con adattamenti nel film Il ritorno di don Camillo.

### Notturno con campane
- Fonte: Invenzione dal vero.
- Personaggi: don Camillo, la voce del Cristo, il Biondo.

Il biondo confessa a don Camillo di avere ucciso un uomo per rivalsa durante la guerra partigiana. Seppure amnistiato è ossessionato dal ricordo e minaccia don Camillo, che non può assolverlo senza pentimento.
- Il Biondo è un soprannome ricorrente, ma non identifica sempre la stessa persona.

### Uomini 2 - Mucche 100
- Titolo in volume: Uomini e bestie
- Fonte: Scioperi agricoli nel parmense del 1908.
- Personaggi: Peppone, i famigli di Pasotti, Pasotti, le squadre di sorveglianza, Giacomo il vaccaro, don Camillo, la voce del Cristo.

Peppone proclama uno sciopero generale agricolo. Le squadre del partito impediscono a tutti di lavorare con la forza. Don Camillo lo convince a salvare le vacche del Pasotti, che rischiano di morire se non vengono munte e foraggiate.
- Utilizzato nel film Don Camillo

### Passa il "giro" (1)
- Titolo in volume: La processione.
- Fonte: Invenzione dal vero.
- Personaggi: Il Brusco, Peppone, don Camillo, i fedeli spaventati, la voce del Cristo, i rossi, un cane.

Don Camillo non vuole che Peppone e i suoi partecipino ad una processione con la bandiera del PCI. Per rivalsa Peppone costringe tutto il paese a non prendervi parte, tanto che solo un cane segue don Camillo e il Cristo. Ma al fiume qualcuno che aspetta c'è.
- Utilizzato nel film Don Camillo.
- Il seguito del racconto non è stato compreso in volume.

### Il comizio
- Fonte: Invenzione dal vero.
- Personaggi: Peppone e il suo stato maggiore, lo Smilzo, l'oratore liberale, il Brusco, la folla, don Camillo, un ragazzo, l'oste Gigiotto.

Comizio del partito liberale al Borgo. Contro l'opinione dei suoi Peppone accompagna l'oratore al palco, che può così parlare a una folla di comunisti da cui parte un pomodoro.
- L'autore si ispira vagamente a vari discorsi antiliberali di Palmiro Togliatti.

### Cinque più cinque
- Fonte: Fantasia
- Personaggi: don Camillo, Peppone, il bambino di Peppone, la voce del Cristo.

Il figlio più piccolo di Peppone sta morendo. Suo padre, disperato, porta cinque ceri alla Madonna. Don Camillo sacrifica i suoi pochi soldi e ne compra altri cinque da mettere davanti al Cristo.
- Utilizzato con notevoli adattamenti nel film Il ritorno di don Camillo.

### In riva al fiume
- Fonte: Fantasia
- Personaggi: don Camillo, la squadra dei rossi, lo Smilzo, Peppone, il Brusco, il Bigio, la voce del Cristo, un vecchio.

In un afoso pomeriggio di agosto don Camillo fa una nuotata nel fiume. Lo Smilzo gli ruba gli abiti e chiama gli amici perché tutti vedano un prete in mutande.
- Utilizzato con notevoli adattamenti nel film Don Camillo monsignore... ma non troppo

### La maestra vecchia
- Fonte: Memorie.
- Personaggi: La signora Giuseppina, il dottore, Peppone, don Camillo, il consiglio comunale, il Bigio, Fulmine

La vecchia maestra del paese è morente, e chiama sia Peppone che don Camillo. Vuole andare al cimitero con la sua bandiera, quella con lo stemma sabaudo. Peppone si mette contro tutti i politici del paese e la accontenta.
- Utilizzato nel film Don Camillo.
- Per la signora Giuseppina l'autore si è ispirato a sua madre, maestra per cinquant'anni. Nella trasposizione in volume il nome è stato adattato in Cristina, dato alla maestra nell'episodio scuola serale.

### I bruti
- Fonte: Invenzione dal vero.
- Personaggi: don Camillo, un operaio del comune, Peppone, il Bigio, il Brusco, le donne del paese, i fedeli, la voce del Cristo, il Vescovo con l'autista e il segretario.

Il vescovo, invitato a inaugurare l'oratorio parrocchiale, viene bloccato da Peppone e i suoi lungo la strada. Arriva in paese a piedi e i rossi lo portano a visitare la casa del popolo. Don Camillo mastica amaro ma anche Peppone non gongola quando scopre a leggere la poesia per il vescovo all'oratorio uno dei suoi figli.
- Utilizzato nel film Don Camillo.

### La campana
- Fonte: Fantasia
- Personaggi: don Camillo, il Bigio, la voce del Cristo, la signora Cristina, Stràziami e suo figlio, Peppone.

Per un buon affare la signora Cristina dona a don Camillo i soldi per una nuova campana. Il Cristo non approva e don Camillo si adegua, ma anche quando Gesù gli concede il via libera lui preferisce usare il denaro in altro modo.

### Vecchio testardo
- Fonte: Invenzione dal vero
- Personaggi: Maguggia, una squadra di fascisti, don Camillo, la voce del Cristo.

Il vecchio Maguggia, cui a suo tempo è stata distrutta la cooperativa socialista da lui fondata, in punto di morte ringrazia don Camillo per un vecchio favore ma rifiuta i conforti religiosi.
- L'autore si basa sulle spedizioni delle squadre di Italo Balbo contro le cooperative socialiste della Bassa parmense.

### Il cane
- Fonte: Invenzione dal vero.
- Personaggi: Le donne del paese, don Camillo, la Sghemba, Peppone, il cane misterioso

Un cane ulula in diversi punti dell'argine del fiume, terrorizzando i cittadini. Don Camillo e Peppone scoprono che l'animale vigila il cadavere del suo padrone, ucciso durante la guerra civile del 1944-45.

### Quelli di città
- Fonte: Fantasia.
- Personaggi: don Camillo, Peppone, Stràziami, Gigiotto, e alcuni rossi di città, il funzionario della federazione, l'oste del Molinetto, il Vescovo.

Alcuni comunisti della città si trovano in paese, e deridono don Camillo in bicicletta. Il parroco scaglia contro di loro una grossa panca e ne atterra parecchi.
- Utilizzato con adattamenti nel film Don Camillo.

### Sciopero generale
- Fonte: Invenzione dal vero.
- Personaggi: don Camillo, lo Smilzo, Peppone, gente di città, il Brusco, il Bigio, la vedova Gipelli.

Per protestare contro lo sfratto di un mezzadro Peppone indice uno sciopero e mina due ponti, da fare saltare qualora arrivi la polizia dalla città per l'esecuzione del provvedimento. Don Camillo interviene appena in tempo.
- Utilizzato con adattamenti nel film Don Camillo e l'onorevole Peppone
- L'autore si è ispirato alle vertenze dei braccianti agricoli per l'istituzione dell'imponibile di mano d'opera, che ha poi obbligato i proprietari ad assumere tante persone in proporzione alla vastità delle loro tenute.

### Filosofia campestre
- Fonte: Invenzione dal vero.
- Personaggi: don Camillo, Peppone, la voce del Cristo, lo Smilzo, la volante proletaria, il Bigio, il crumiro.

È in corso uno sciopero generale. Le squadre segnalano a Peppone un crumiro al lavoro, ma quando il sindaco ci parla scopre che è un professore di città che ha bisogno di denaro per fare mangiare suo figlio.
- L'autore si è ispirato a un professore di latino rimasto senza lavoro e sostentamento, andato a fare il cameriere in Svizzera. In una lettera scritta ai parenti sostiene che è meglio un cameriere vivo che un professore morto.

### Il pittore
- Fonte: Invenzione dal vero.
- Personaggi: La Gisella, Peppone, il maresciallo dei carabinieri, il medico condotto, don Camillo, il marito della Gisella.

Gisella, la più attiva degli attivisti del PCI, è stata aggredita in piena notte. Qualcuno le ha messo un sacco in testa e le ha dipinto il sedere di rosso. Peppone, per non perdere la fiducia dei suoi, è pronto a mettere il paese a ferro e a fuoco se non salta fuori il colpevole.
- Utilizzato con adattamenti nel film Don Camillo monsignore... ma non troppo

### La festa
- Fonte: Invenzione dal vero.
- Personaggi: Barchini, don Camillo, la voce del Cristo, Peppone, la Sghemba, lo Smilzo.

È il mese dell'Unità. Peppone fa lo strillonaggio del giornale in paese. Don Camillo ne compra una copia con 5000 lire false, il cui resto dà poi in beneficenza su rimprovero del Cristo. Alla festa del paese il parroco scopre che nel tiro a segno c'è una sua caricatura in cartapesta.
- Utilizzato nei film Don Camillo e Don Camillo e l'onorevole Peppone
- L'autore si ispira ai ricorrenti mesi de l'Unità, con annesse feste paesane.

### Giulietta e Romeo (1)
- Fonte: Fantasia
- Personaggi: Ciro e Mariolino della Bruciata, il vecchio Filotti, Gina Filotti, il dottore del Boscaccio, il prete del Boscaccio, don Camillo, la voce del Cristo, la perpetua di don Camillo, lo Smilzo

I Filotti e quelli della Bruciata si odiano per antichi rancori e per motivi politici. Mariolino e Gina invece si amano, ma hanno ovviamente contro le rispettive famiglie.
- Utilizzato nei film Don Camillo

### Giulietta e Romeo (2)
- Fonte: Fantasia
- Personaggi: Ciro e Mariolino della Bruciata, il vecchio Filotti, Gina Filotti, il dottore del Boscaccio, il prete del Boscaccio, don Camillo, la voce del Cristo, la perpetua di don Camillo, lo Smilzo

Gina e Mariolino chiedono prima a don Camillo e poi a Peppone di sposarli seduta stante, cosa che ovviamente non possono fare. I due ragazzi fuggono e minacciano di suicidarsi. Il matrimonio e la sua festa, combinati da Peppone e don Camillo, portano infine la pace tra le due famiglie.
- Utilizzato nei film Don Camillo

### Paura
- Fonte: Invenzione dal vero
- Personaggi: Peppone, lo Smilzo, una squadra di venticinque comunisti, il Brusco, il Bigio, Gigiotto, il Lungo e sua moglie, il Pizzi, sua moglie e suo figlio, don Camillo, i carabinieri, la voce del Cristo, Spocchia, Fulmine, il Vescovo, Verola.

Attentati contro i rossi. Al borgo un colpo vagante ferisce lo Smilzo. Tutti pensano sia stato l'anticomunista Pizzi, che viene ucciso. Per paura tutti accettano la versione del suicidio ma don Camillo sfida l'omertà celebrando l'ufficio religioso dei defunti.
- La storia prosegue con altri quattro racconti: il secondo è Carta Canta (non compreso in volume), il quinto, con il finale della storia, è stato compreso nel volume Don Camillo e il suo gregge con il titolo Giallo e rosa.

### La paura continua
- Fonte: Invenzione dal vero
- Personaggi: Peppone, lo Smilzo, una squadra di 25 comunisti, il Brusco, il Bigio, Gigiotto, il Lungo e sua moglie, il Pizzi, sua moglie e suo figlio, don Camillo, i carabinieri, la voce del Cristo, Spocchia, Fulmine, il Vescovo, Verola.

Don Camillo viene ufficialmente richiamato dal Vescovo per avere officiato il funerale di un suicida. In paese c'è paura e lo stesso parroco, che con il funerale ha sfidato l'assassino, è oggetto di un attentato.

### Giallo e rosa
- Fonte: Invenzione dal vero
- Personaggi: Peppone, lo Smilzo, una squadra di 25 comunisti, il Brusco, il Bigio, Gigiotto, il Lungo e sua moglie, il Pizzi, sua moglie e suo figlio, don Camillo, i carabinieri, la voce del Cristo, Spocchia, Fulmine, il Vescovo, Verola.

Peppone va a trovare don Camillo e gli riferisce alcune informazioni sulla vicenda. Poco alla volta la verità sta venendo a galla, e la cosa rischia di esplodere.

## Edizioni

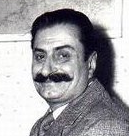
L'autore Giovannino Guareschi

- Giovannino Guareschi, Mondo Piccolo. "Don Camillo", Rizzoli, Milano, I ed. marzo 1948, pp. 327, 38 disegni dell'Autore.
- Id., Mondo Piccolo. Don Camillo, 3 voll., Rizzoli, Milano, 1965; 4 voll., Rizzoli, Milano, I ed. 1970.
- Giovannino Guareschi, Don Camillo. Mondo piccolo, collana Scala italiani, Rizzoli, 2001,  p. 360, ISBN 88-17-86771-3.
- Id., Opere. volume I: Don Camillo e Peppone, Rizzoli, Milano, 2011, ISBN 978-88-17-04779-1.